# Tempio kakatiya di Rudreshwara (Ramappa)
Il tempio Rudreshwara (Signore Shiva), noto anche come tempio Ramappa (nome dell'artista che lo costruì), è un patrimonio dell'umanità dell'UNESCO situato nello stato di Telangana nell'India meridionale. Si trova a 66 km da Warangal, 15 km da Mulugu e 209 km da Hyderabad, in una valle, nel villaggio di Palampet del distretto di Mulugu, un minuscolo villaggio che visse i suoi giorni di gloria nel XIII e XIV secolo. Un'iscrizione nel tempio lo data all'anno 1213 e dice che è stato fatto costruire da un generale Kakatiya, Recharla Rudra, durante il regno del sovrano Kakatiya Ganapati Deva.
Il tempio è un "Sivalayam", dove si adora il Signore Ramalingeswara. Marco Polo, durante la sua visita all'impero Kakatiya, avrebbe chiamato il tempio "la stella più luminosa della galassia dei templi". Il tempio si erge maestosamente su una piattaforma alta 1,8 metri a forma di stella. La sala di fronte al santuario ha numerosi pilastri scolpiti che sono stati posizionati per creare un effetto che combina alla perfezione luce e spazio. Il tempio prende il nome dallo scultore Ramappa, che lo costruì, ed è forse l'unico tempio in India a prendere il nome da un artigiano che lo costruì.
La struttura principale è in arenaria rossastra, ma le colonne all'esterno hanno grandi mensole di basalto nero ricco di ferro, magnesio e silice. Questi sono scolpiti in forme di animali mitici ballerine o musicisti, e sono "i capolavori dell'arte Kakatiya, notevoli per la loro delicata scultura, le posizioni sensuali e i corpi e le teste allungati".
Il tempio è stato incluso nella proposta di UNESCO come "The Glorious Templi Kakatiya e gateway", nel 2019 nella "Tentative List ". La proposta è stata presentata all'UNESCO il 10 settembre 2015. Il 25 luglio 2021, il tempio è stato iscritto come sito del patrimonio dell'umanità come "Tempio kakatiya di Rudreshwara (Ramappa), Telangana".

## Descrizione
Il tetto ("garbhalayam") del tempio è costruito con mattoni, così leggeri da poter galleggiare sull'acqua.
(G. Yazdani)
Ci sono due piccoli santuari di Shiva su entrambi i lati del tempio principale. L'enorme Nandi all'interno, di fronte al santuario di Shiva, rimane in buone condizioni.
Nataraja Ramakrishna ha fatto rivivere Perini Shivatandavam (Perini Dance), vedendo le sculture in questo tempio. Le pose di danza, scritte in Nritta Rathnavalid da Jayapa Senaani, compaiono anche in queste sculture.
Il tempio è rimasto intatto anche dopo ripetute guerre, saccheggi e distruzioni durante conflitti e disastri naturali. C'è stato un forte terremoto nel corso del XVII secolo che ha causato alcuni danni. È sopravvissuto al terremoto grazie alla sua "tecnica a buca di sabbia" di posa delle fondamenta.
Molte delle strutture più piccole sono state trascurate e sono in rovina. L'Ufficio Archeologico dell'India lo ha preso sotto la sua tutela ma la porta d'ingresso principale, nel muro esterno del tempio, è rovinata.

## Posizione
Il tempio si trova a Palampet, nel mandal di Venkatapur 19 km dal mandal Mulugu (circa 70 km dalla città di Warangal). Si trova a 6 km da Kota Gullu dove si trova un altro tempio di Shiva.

## Città più vicine
- Bhupalpally - 29 km
- Warangal - 66 km
- Ramagundam - 94 km
- Karimnagar - 113 km
- Khammam - 153 km
- Suryapet - 180 km
- Hyderabad - 209 km
- Mahabubnagar - 325,5 km

## Galleria d'immagini

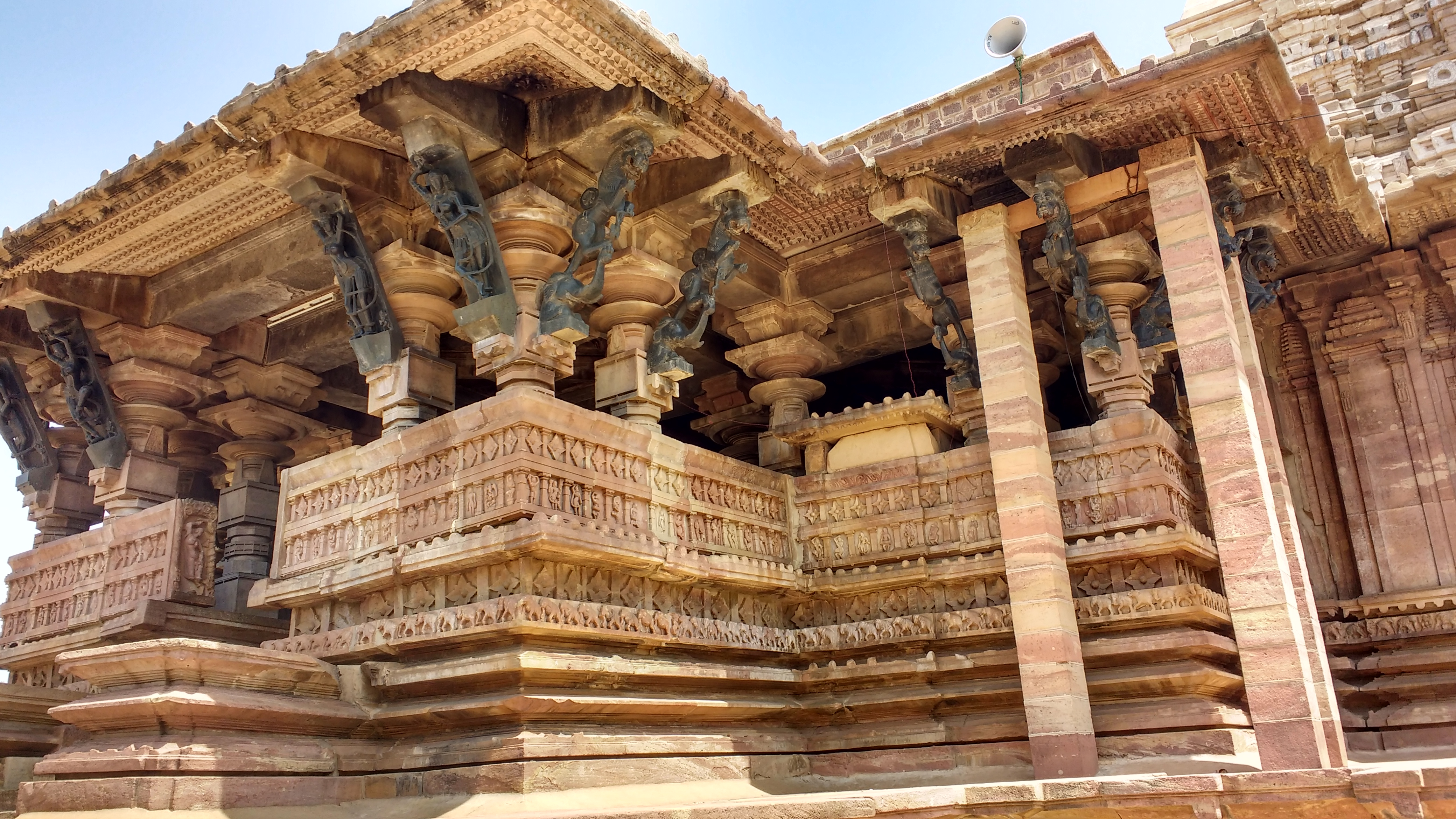
Particolare
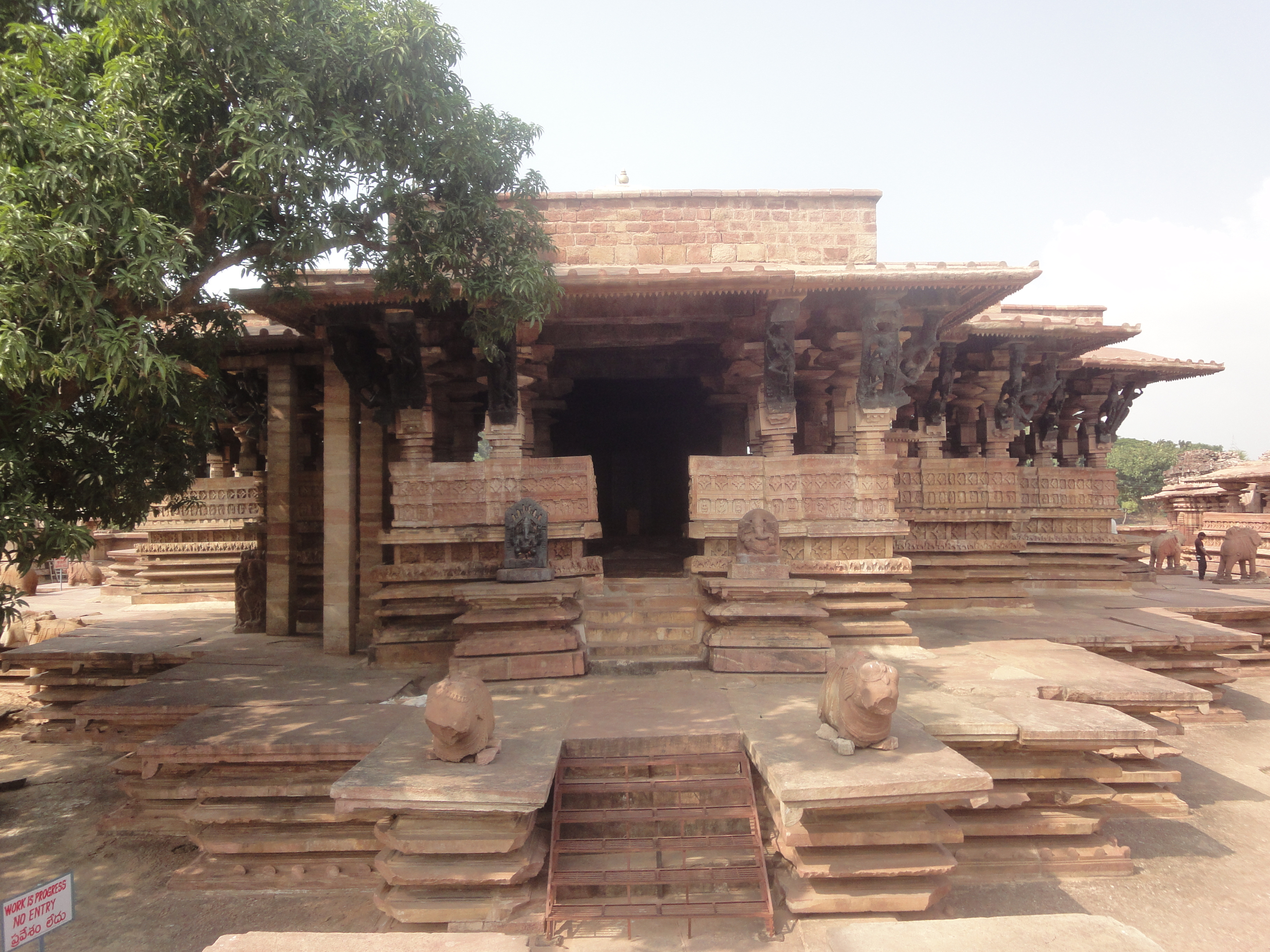
Fronte
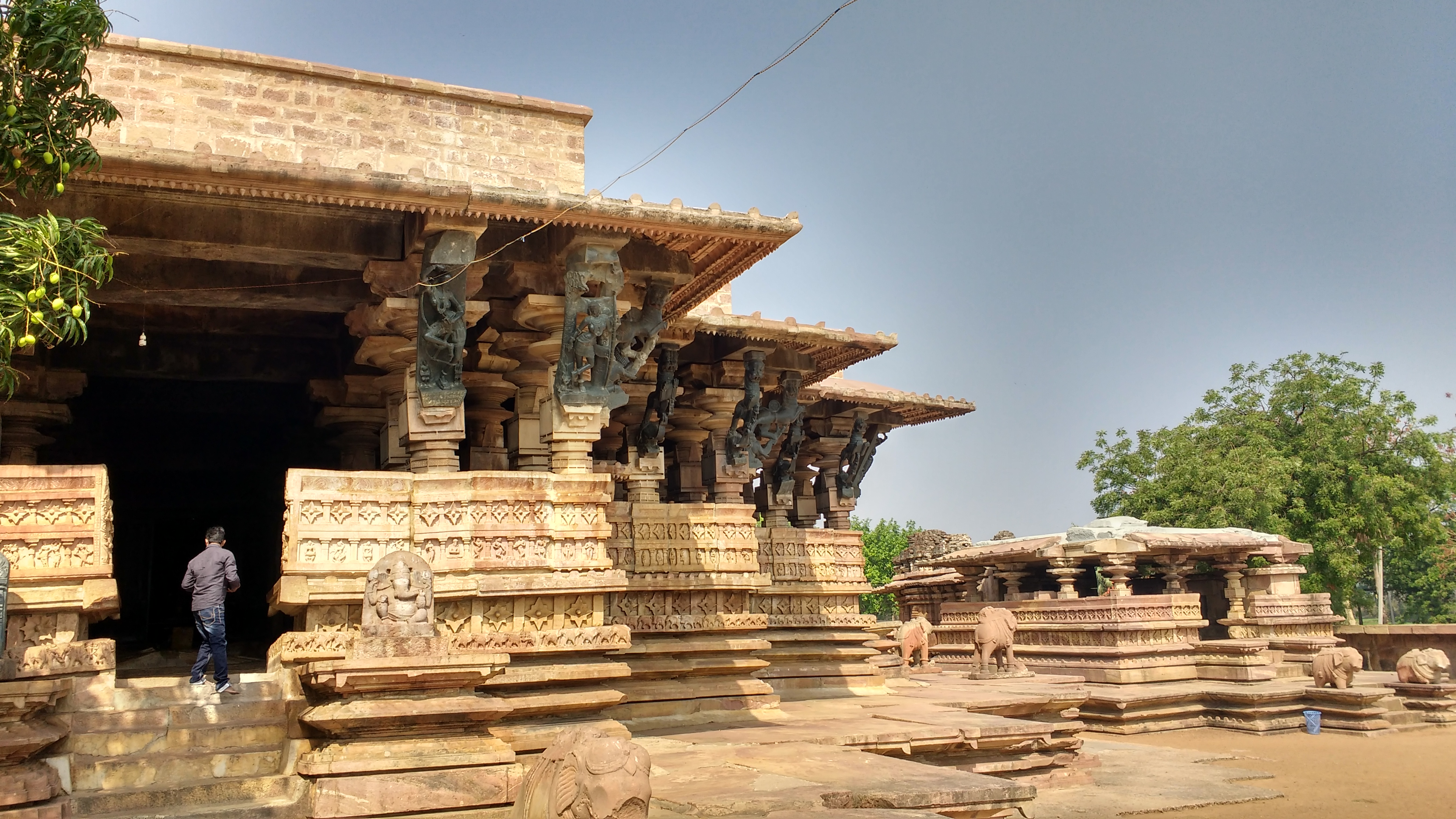
Particolare
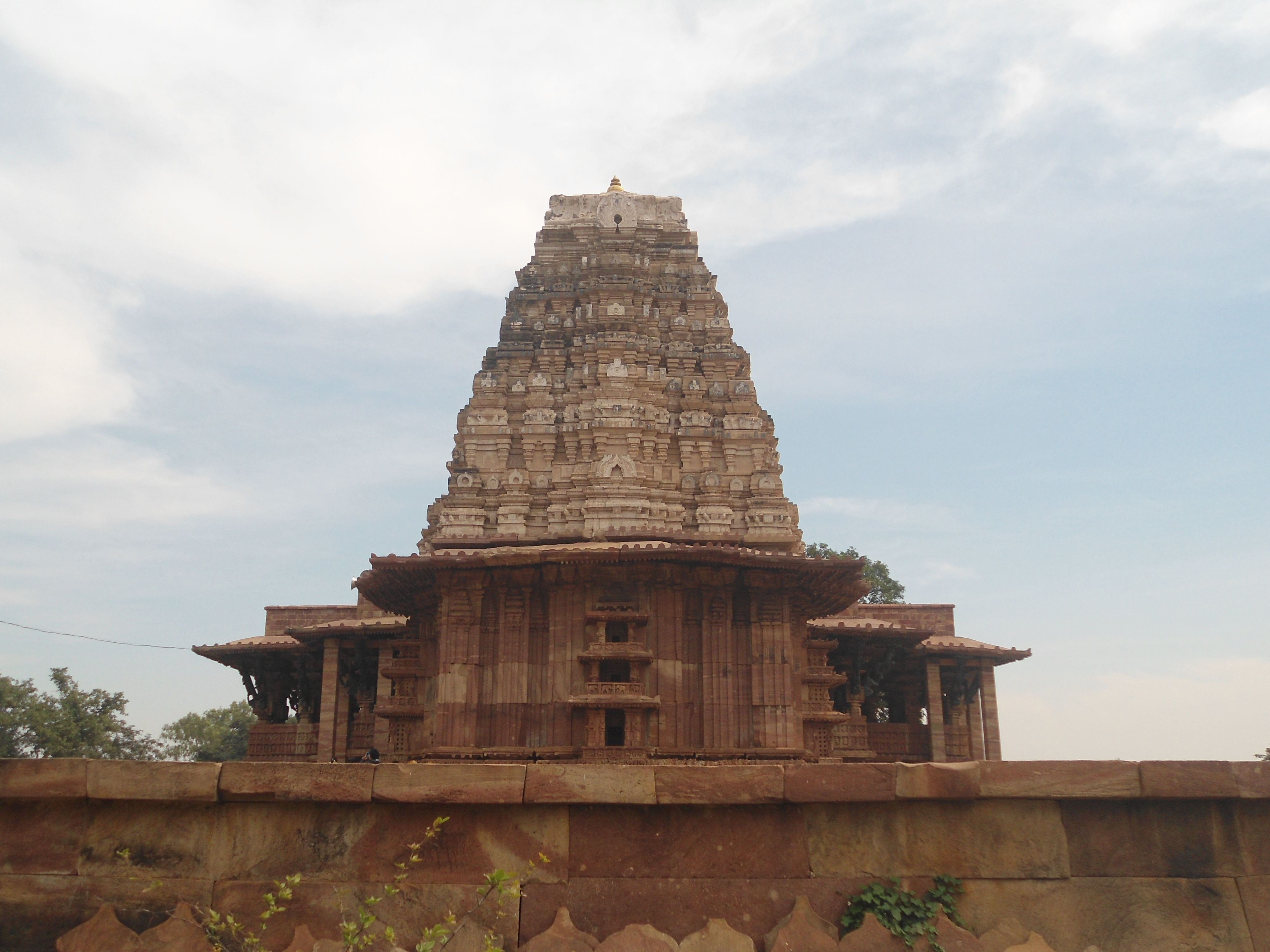
Retro
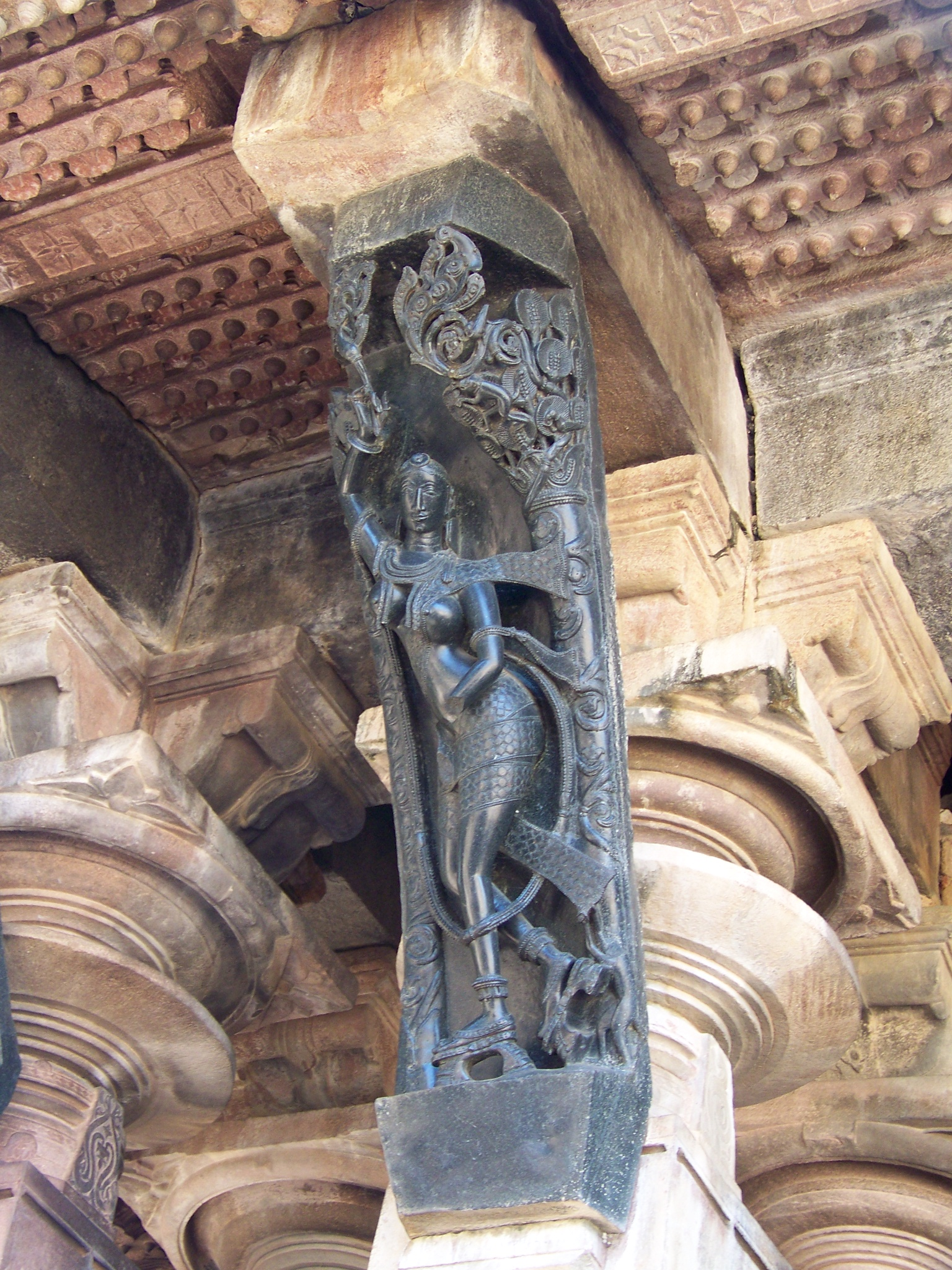
Danzatrice
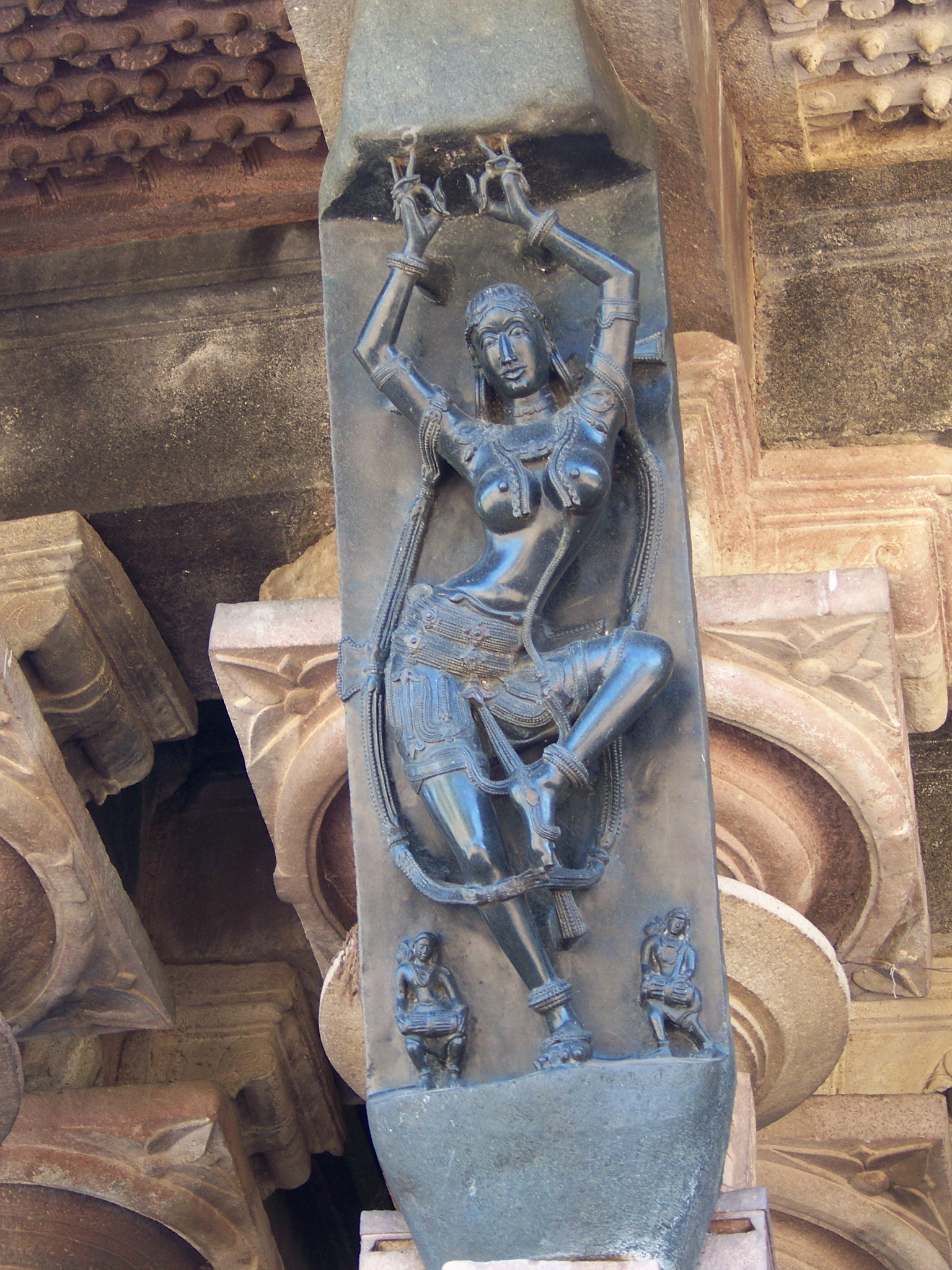
Danzatrice
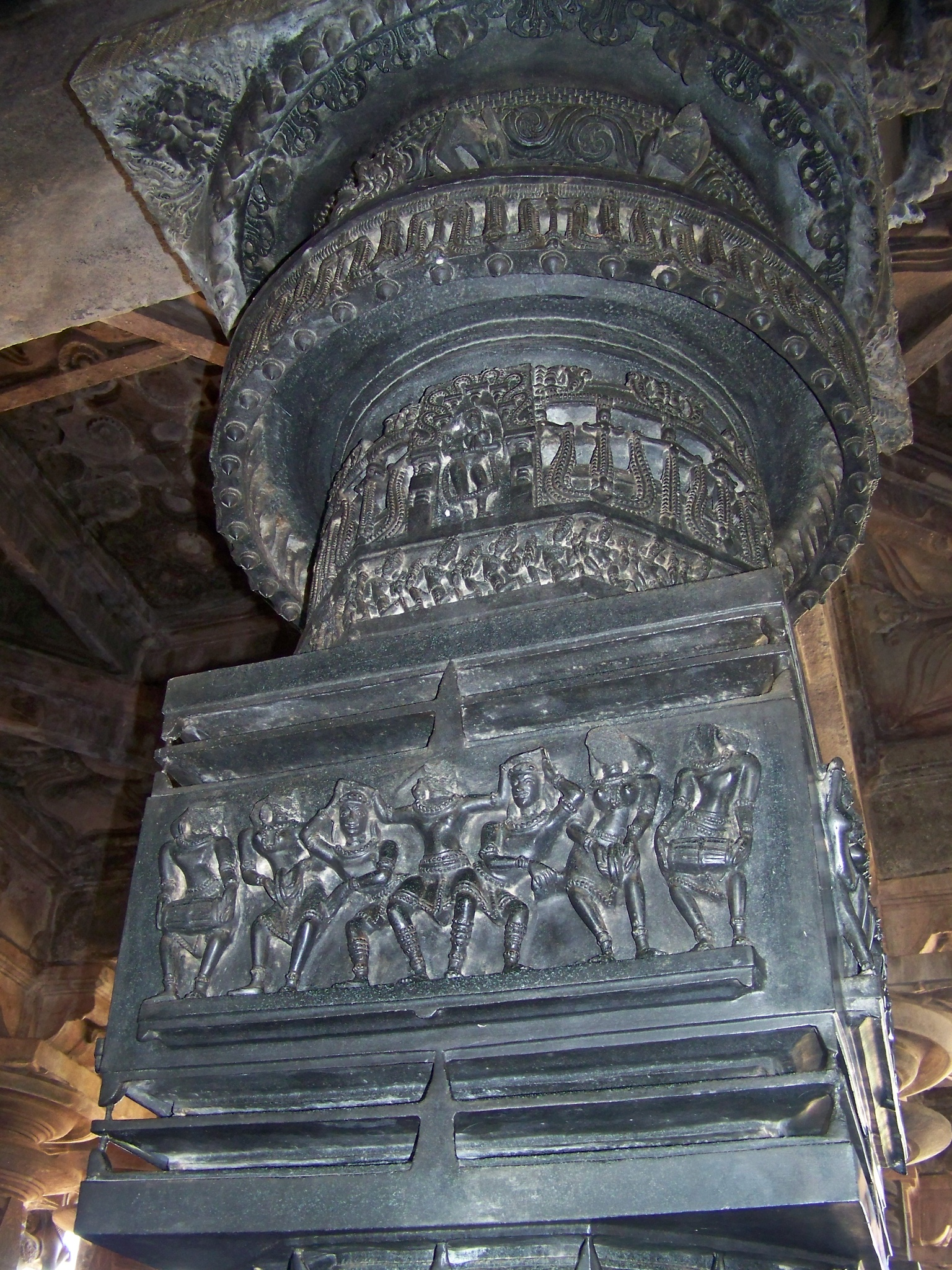
Pilastro all'interno del mandapa
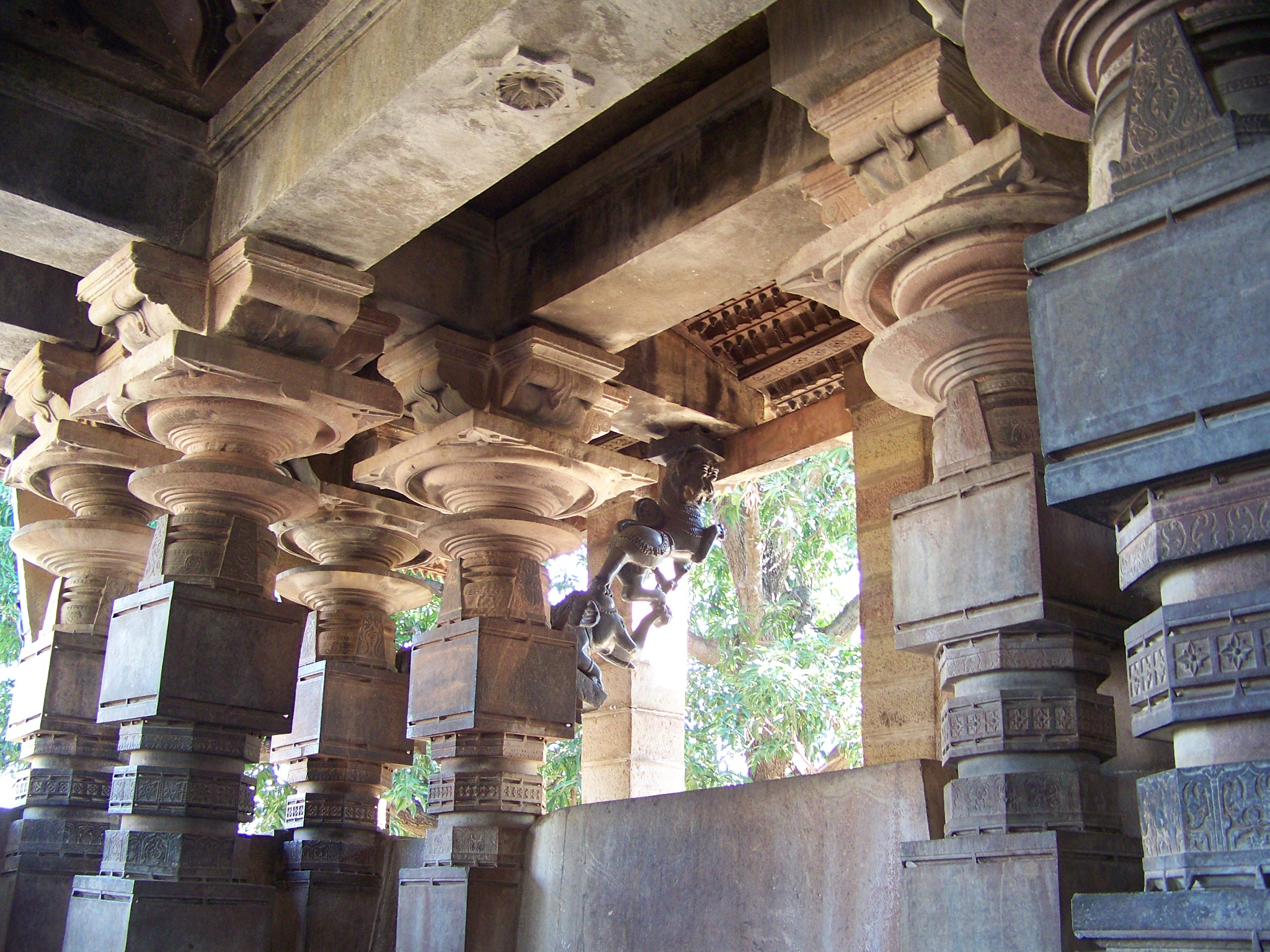
Interno del mandapa
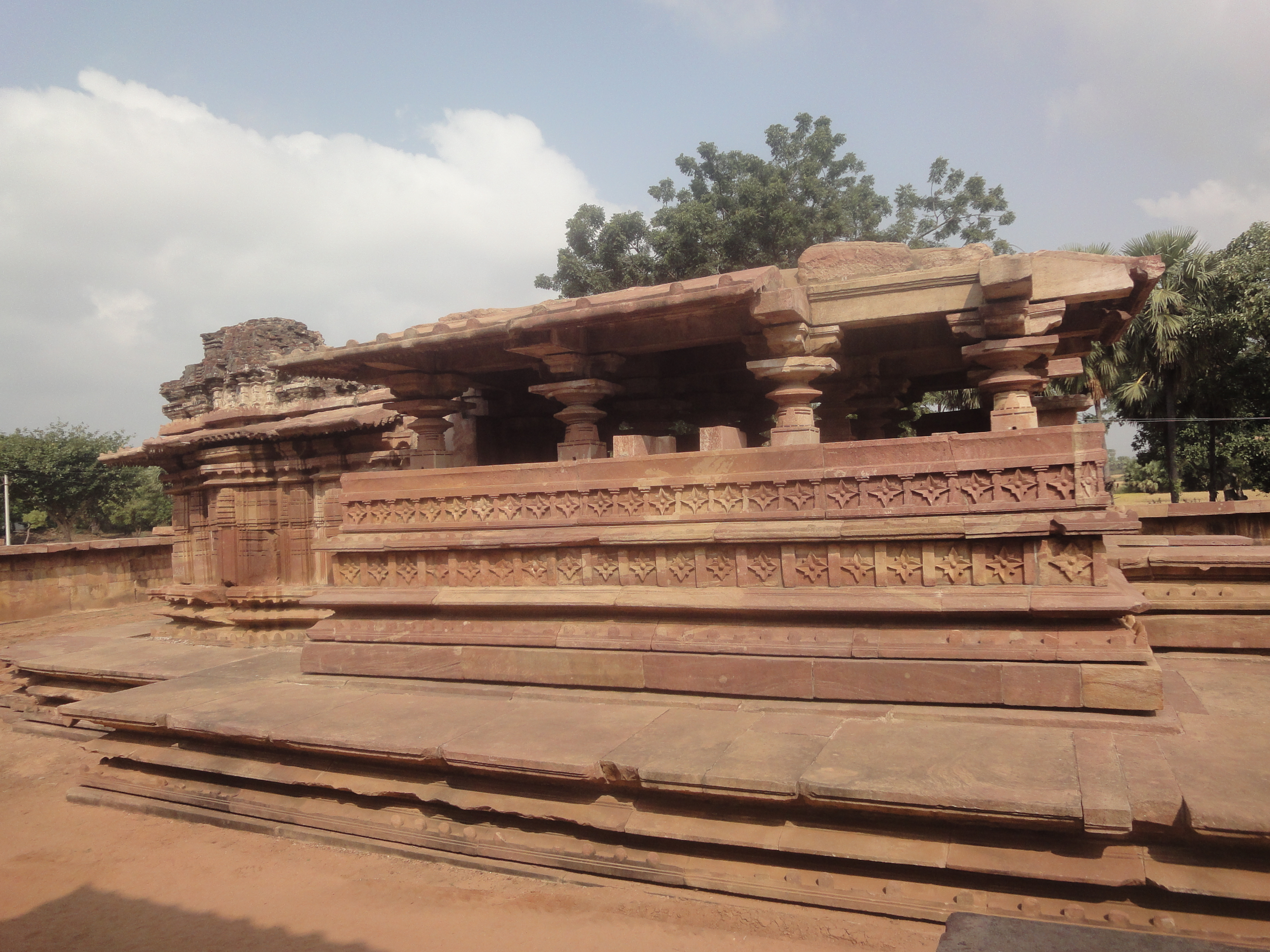
Tempio piccolo